# Aleksandrs Cauņa
Aleksandrs Cauņa (Daugavpils, 19 gennaio 1988) è un ex calciatore lettone, di ruolo centrocampista.

## Carriera

### Club
L'11 gennaio 2017 rescinde il suo contratto con la squadra russa del CSKA Mosca.

### Nazionale
Tra il 2007 ed il 2015 ha totalizzato complessivamente 42 presenze e 12 reti con la nazionale lettone.

## Palmarès

### Club

#### Competizioni nazionali
- Campionato lettone: 1

Skonto Riga: 2010
- Coppa di Russia: 1

CSKA Mosca: 2010-2011

### Nazionale
- Coppa del Baltico: 1

2012

### Individuale
- Calciatore lettone dell'anno: 2

2011, 2012